# Мурмага
Мурмага (Мурмога) — река в России, протекает по Владимирской области. Длина реки составляет 20 км, площадь водосборного бассейна — 77 км².
Исток находится к северо-западу от деревни Клины, течёт в основном на юг, по ненаселённой местности. Около нежилой деревни Шишлиха принимает левый притоки Чигера и Ратьково, после чего поворачивает на запад. Протекает мимо Большого Забелина и впадает в водохранилище на реке Пекша. Устье реки находится в 102 км по левому берегу реки Пекша.

## Данные водного реестра
По данным государственного водного реестра России относится к Окскому бассейновому округу, водохозяйственный участок реки — Клязьма от города Орехово-Зуево до города Владимир, речной подбассейн реки — бассейны притоков Оки от Мокши до впадения в Волгу. Речной бассейн реки — Ока.
Код объекта в государственном водном реестре — 09010300712110000031795.